# Glacier Arenski
Le glacier Arenski est un glacier s'épanchant vers le sud de la péninsule Beethoven à environ 5 km à l'est du glacier Aliabiev, sur l'île Alexandre-Ier, en Antarctique.
Le glacier est nommé par l'Académie des sciences de Russie en 1987 d'après le compositeur russe Anton Arenski.